# Ekaterina Vetkova
Ekaterina Vladimirovna Vetkova (n. 1 august 1986, la Sîzran, Rusia) este o jucătoare profesionistă de handbal legitimată la clubul PAOK Salonic și care joacă pentru Echipa națională de handbal feminin a Rusiei. 
Alături de naționala Rusiei, Vetkova a câștigat medalia de aur la Campionatul Mondial de Handbal Feminin din 2009 și medalia de bronz la Campionatul European de Handbal Feminin din 2008.
De asemenea, Vetkova are în palmares două Ligi ale Campionilor EHF: prima câștigată alături de Zvezda Zvenigorod, iar a doua cu CSM București.
În 2016 i s-a decernat titlul de cetățean de onoare al municipiului București.

## Palmares
Echipa națională
- Campionatul Mondial:
  -  Medalie de aur: 2009
- Campionatul European:
  -  Medalie de bronz: 2008

Club
- Liga Campionilor:
  -  Câștigătoare: 2008, 2016
  - Finalistă: 2007

- Trofeul Campionilor:
  -  Câștigătoare: 2008
  - Semifinalistă: 2007

- Campionatul Rusiei:
  - Câștigătoare: 2003, 2004, 2005, 2007

- Cupa Rusiei:
  - Câștigătoare: 2009, 2010, 2011

- Liga Națională:
  - Câștigătoare: 2012, 2015, 2016

- Cupa României:
  -  Câștigătoare: 2016
  - Finalistă: 2015